# Filodrammatica
Filodrammatica je historicistička zgrada riječkog fin de siecla izgrađena 1890. za polivaletnu scensko-muzičku djelatnost. smještena na Korzu između Jadranskog trga i Trga Republike (bivša Piazza Dante).
Nakon što je riječka Società filodrammatica (društvo ljubitelja drame) otkupila kuću Struppi izgrađena je nova građevina prema projektu riječkoga arhitekta Giacoma Zammattija po uzoru na srednjoeuropske glazbeno-dramske institucije. Zgrada je svečano otvorena 1890. godine.
Na uličnoj se fasadi vide utjecaji talijanske visoke renesanse i manirizma. Rustikalno obrađeno prizemlje raščlanjeno je lučnim otvorima, a prostor od prvoga kata do atika artikuliran je paladijanskim pilastrima s korintskim kapitelima između kojih se nalaze lučni otvori. Sa strane tih volta umetnute su skulpture ženskih figura. Područja između prozorskih otvora na atici oslikao je i Giovanni Fumi.
Interijer je bio prilagođen potrebama navedenog društva i sadržavao je dvoranu za priredbe, uvježbavanje, dvoranu za primanje stranaka i druge prostorije kojima se društvo koristilo. Kroz dvije gornje etaže oformljeno je kazalište s parterom, pozornicom i balkonom. Kazalište je dekorirano rokoko štukaturama i stropnom slikom s prikazom alegorije glazbe koju je izradio tršćanski slikar Eugenio Scomparini. Ondje su smještene i biste glazbenika, djelo umjetnika bečkoga porijekla Ludwiga Strichtiusa. Preostali dio unutrašnjosti Filodrammatice ukrašen je u stilu talijanske neorenesanse.
Pri gradnji kavane u prizemlju zgrade Filodrammatice, stubište je zbog nedostatka prostora umetnuto bočno spram ulaza u građevinu te nije izvedeno raskošno i monumentalno kao što je prvobitno planirano. Zgrada je u vrijeme nastajanja bila izrazito reprezentativna i svojom se raskošnošću isticala pred ostalim zgradama na ondašnjoj ulici koja se nije nazivala Korzom (Corso je široka ulica). U zdanje su uložena i znatna financijska sredstva, što svjedoči o velikom zanimanju građana Rijeke za kazališnu djelatnost. Na žalost, neprimjerenom poslijeratnom nadogradnjom 4. etaže narušena je cjelovitost ove zgrade.
Nakon aneksije Rijeke Hrvatskoj zgrada Filodrammatice se koristila kao Dom JNA (uglavnom za filmske projekcije), a 2000-ih godina kavana u prizemlju je prenamijenjena u knjižaru, a zatim u odjel beletristike Gradske biblioteke Rijeka (do skorog preseljenja u T-objekt u Benčiċu). Neko vrijeme, nakon ukidanja muzičkog konzervatorja Nina Mirkoviċa (u Lovranu), na gornjim je katovima kao zamjena djelovao odjel Muzičke akademije iz Zagreba koji je 2017. ukinut.
Unatoč tome što je zgrada Filodrammatice zaštićena kao kulturno dobro, pretrpjela je devastaciju i pljačku od strane Hrvatske vojske početkom 1990-ih.

## Vanjske poveznice
|  | Zajednički poslužitelj ima još gradiva o temi Filodrammatica |